# Amir-Tschachmagh-Moschee
Die Amir-Tschachmagh-Moschee (persisch مسجد امیرچخماق Masdsched e Amir Tschachmagh, IPA:  [mæsd͡ʒɛd ɛ  æmiɾ t͡ʃæxmɑq]), auch als die Dahuk-Moschee (persisch مسجد دهوک Masdsched e Dahuk, IPA:  [mæsd͡ʒɛd ɛ  dæhuc]) bekannt, ist eine historische Moschee aus der Timuridenära in der iranischen Stadt Yazd. Sie wurde auf Befehl von Amir Dschalal ed-Din Tschaghmagh Schami, Statthalter von Yazd sowie General des Schāh Ruch, errichtet. Die Moschee wurde 1438 vervollständigt. Bezüglich Ästhetik, Größe sowie Bedeutung, gilt sie neben der Freitagsmoschee als herausragendes Bauwerk in Yazd.
Die Moschee liegt südlich des Amir-Tschachmagh-Komplexes. Der östliche Eingang der Moschee weist Inschriften aus Moarragh-Keramikfliesen in der Thuluth-Schrift von Mohammad al-Hakim auf.
Während der Ära Fath Ali Schahs fügte Hossein Attar dem Schabestan einen Teil hinzu und restaurierte einige Teile der Moschee.